# Wismutmalerei

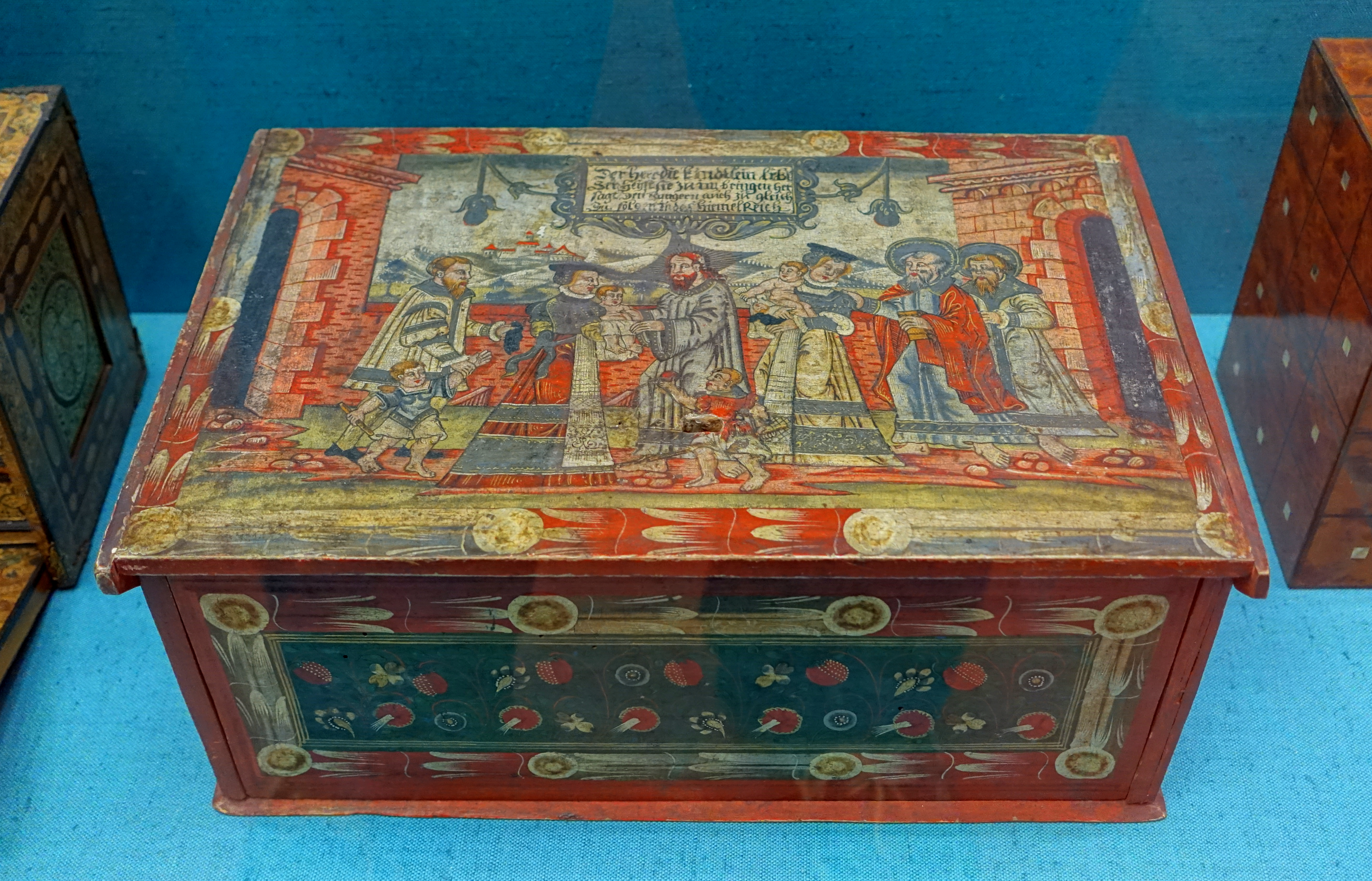
Sogenanntes Wismutkästchen aus dem Germanischen Nationalmuseum, um 1560–1570. Der metallische Glanz der Untermalung ist weitgehend vergangen.

Wismutmalerei ist eine historische kunstgewerbliche Maltechnik des späten 15. bis 18. Jahrhunderts. Diese Technik wurde vorwiegend in Süddeutschland auf geschmückten Holztafeln, -kästen, oder -truhen ausgeführt. Typische Motive sind kontrastreiche bunte Ornamente, Blumen und Figuren auf einem metallisch-glänzenden, oder durch Oxidation spektralfarbig angelaufenen Hintergrund aus metallischem Bismut, wobei der metallische Hintergrund zwischen den bunten Motiven kontrastreich durchscheint. Die Wismutgrundierungen auf den vielen erhaltenen Objekten haben über die Jahrhunderte durch chemische Reaktionen mit Luftsauerstoff und Malmitteln ihren metallischen Glanz verloren und erscheinen heute nur noch stumpf und unscheinbar grau.

## Technik

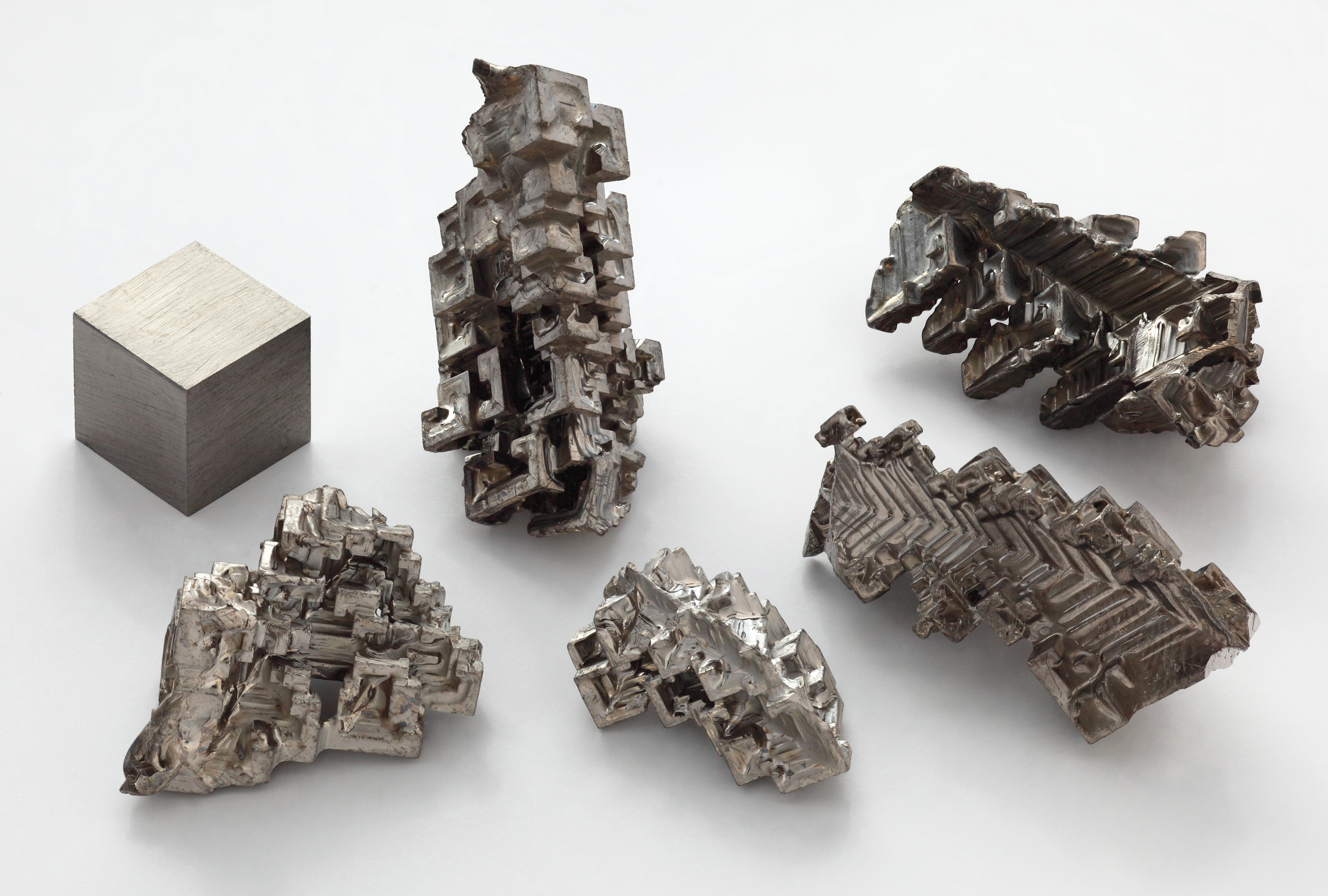
Bismuth als gezüchtete Kristalle mit oxidfreier Oberfläche und einem 1 cm^{3} Würfel

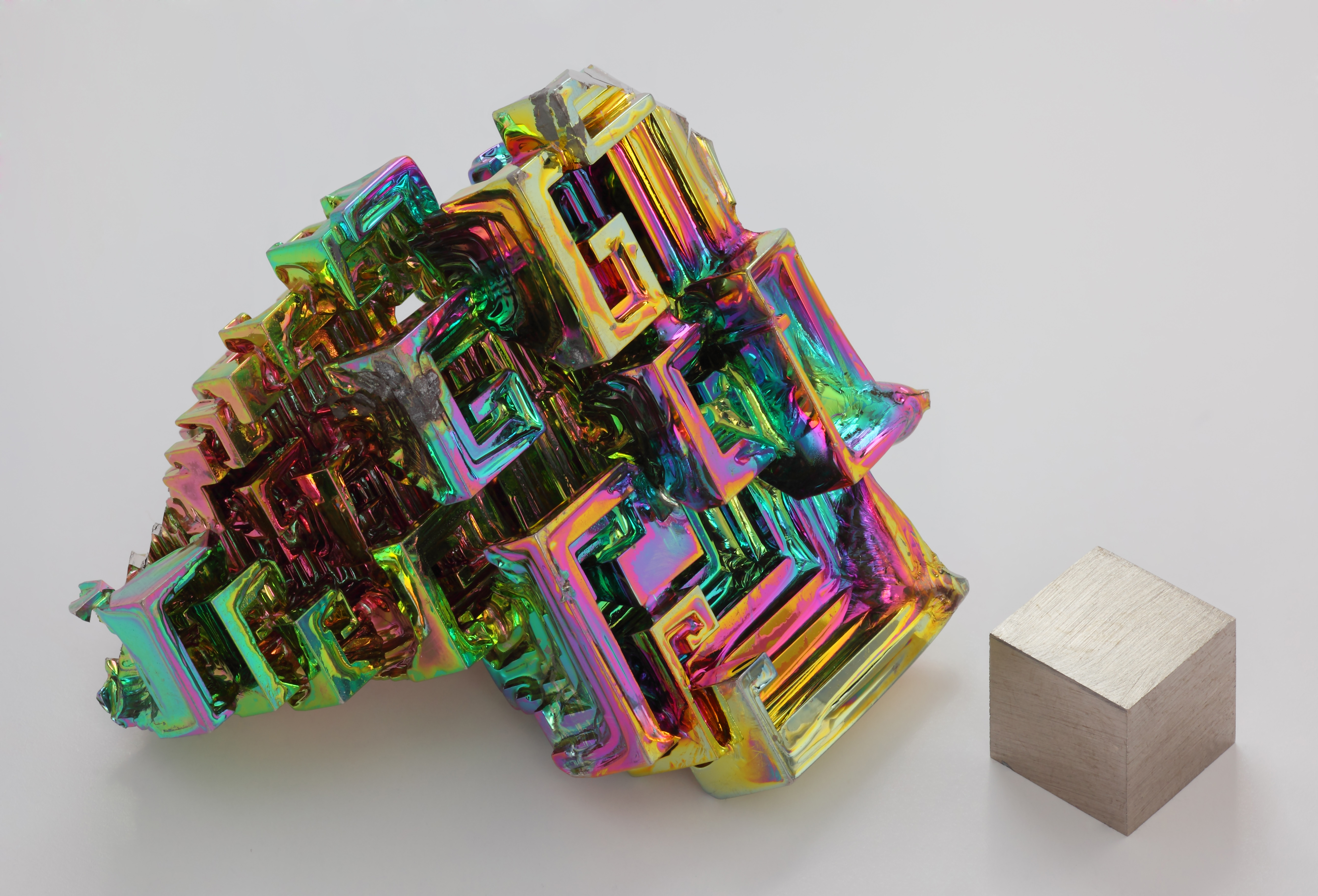
Bismut Kristall mit bunten Anlauffarben und 1 cm^{3} Würfel

Da sich das spröde Bismut nicht wie Gold oder Silber zu dünnem Blattmetall schlagen lässt, muss es als Pulver angewendet werden. Historisch wurde es als fein gemahlenes Pulver in einer wässrigen Bindelösung aus Eiweiß Leim oder Gummi arabicum auf den ausgehärteten Kreidegrund (Gesso) aufgetragen. Als beste Grundlage für einen festen und glatten Kreidegrund empfehlen historische Autoren gut getrocknetes hartes Buchenholz. Bei anderen Verfahren wird auf den fertigen Kreidegrund eine weitere dünne Kreidegrundschicht aufgetragen, auf die noch im feuchten Zustand Bismutpulver aufgestreut und angedrückt. Nach einer Trockenzeit wird überschüssiges Bismut abgebürstet. Anschließend wird die noch matte, graue Bismutschicht mit einem Polierstahl oder Achatpolierstein, historisch auch mit Eber-, Hunde- oder Wolfszähnen, zu einer blanken Oberfläche geglättet, welche metallischem Silber ähnelt. Diese blanke Schicht wird schließlich mit deckenden Temperafarben dekorativ bemalt. Die Temperafarben waren je nach individuellen Erfahrungen der Maler mit weiteren Bindemitteln wie Kasein, Gummi arabicum, Mastix oder Leinöl versetzt. Die polierte Bismutschicht selbst, sowie die darüber liegenden Farbsichten werden mit Zwischenlackschichten versehen, um das Metall vor Oxidation zu schützen und dem Motiv mehr Tiefe zu verleihen. Abschließend folgte eine Lackschicht, beispielsweise aus Dammar, Mastix oder Firnisschichten aus Gummiharzen, Fischleim, Ölen oder Eiweiß. Neben der Wismutgrundierung wurde Bismut auch zum Ausmalen von Zierlinien und kleineren ornamentalen Flächen verwendet.
Mit Goldfirnis überzogen, konnte eine Polimentvergoldung imitiert werden. Häufig war ein leichtes Oxidieren der polierten Bismutschicht gewünscht, da auf der dünnen Oxidschicht schillernde Anlauffarben im Regenbogenspektrum erschienen, die durch Interferenzenzen des einfallendem Lichts hervorgerufen wird, ähnlich einem Ölfleck auf Wasser, diese sogenannte Lüsterfarbe spielte bei der Wismutmalerei eine besondere Rolle.
Gegenwärtig kommen auch moderne Farben und Lacke, wie beispielsweise Acryl- oder Dispersionsfarben zum Einsatz.

## Geschichte
Als Malmittel war Bismut, aufgrund erhaltener Originale, in der zweiten Hälfte des 15. Jahrhunderts nachweislich in Verwendung, so hat das Germanische Nationalmuseum Nürnberg ein in die 1480er Jahre datiertes Wismutkästchen. Die Zentren der Wismutmalerei lagen in Süddeutschland, hier vor allem Nürnberg, Ulm, Augsburg und München, sowie in Bad Wildbad und in Baden im Schweizer Kanton Aargau. In Nürnberg wurde sie zunächst als freie Kunst ausgeübt, die Wismutmaler beantragten beim Stadtrat ihr Handwerk zünftig ordnen zu lassen, was ihnen 1613 gewährt wurde. Aus der Zeit von 1594 bis 1753 sind 70 Meister der Wimustmaler in Nürnberg nachgewiesen. Im 17. Jahrhundert blühte die Kunst, bis sie im Laufe des 18. Jahrhunderts vollständig an Bedeutung verlor. Wismutmaler wanderten in den Thüringer Wald in die Region Sonneberg, ins Erzgebirge und nach Berchtesgaden aus, wo sie als Spanschachtelmaler arbeiteten. In Nürnberg wechselten sie in die aufkommende Spielzeugindustrie und die Berufsbezeichnung „Wismutmaler“ einen temporären Bedeutungswandel erfuhr, und auf die Maler übertragen wurde, die hölzerne Spielwaren bemalten.
Insbesondere Badegäste in Wildbad kauften im 15. und 16. Jh. Holzarbeiten „so man mit dem wissmet (Wismut)“ angestrichen, als Souvenir. Seit 1996 sollten Kurse zur Wiederbelebung der Wismutmalerei initiiert werden.

## Rekonstruktion des Verfahrens
Der Prozess der Wismutmalerei war erworbenes Fachwissen der einzelnen Werkstätten, das mündlich weitergaben wurde und mit dem Ende der Technik im 18. Jahrhundert verloren ging. Zeitgenössische Rezepte oder Anleitungen, in denen die Technik jedoch nur rudimentär angerissen wird, sind nur in geringer Zahl überliefert.
Unter Kunsthistorikern erfuhr die Wismutmalerei über längere Zeit keine besondere Beachtung, da sie künstlerisch geringwertiges Kunsthandwerk auf alltäglichen Gebrauchsgegenständen angesehen wurde. Die verschollene Kenntnis über deren Herstellungstechnik erschwerten die Reinigung und Restaurierung der Objekte. Ende des 19. Jahrhunderts geriet die Malerei in den Fokus der Wissenschaft, als Ferdinand Wibel chemische Untersuchungen am Wismutgrund eines in ds Jahr 1557 datierten Kastens durchführte, bei dem er reinen unlegierten Bismut nachweisen konnte. Seine Ergebnisse setzten eine weitere wissenschaftliche Auseinandersetzung mit der Maltechnik in Gang.
Unter Kurt Wehlte, Gründer und Lehrer am Institut für Maltechnik an der Staatlichen Akademie der Bildenden Künste Stuttgart, fanden „systematische Nachforschungen und werkstoffliche Rekonstruktionen“  statt. In seinem 1967 in zweiter Auflage erschienenen Standardwerk "Werkstoffe und Techniken der Malerei" nennt er Joseph Sutter, der im Jahre 1920 nach Angaben des Münchener Chemikers Prof. Georg Buchner Wismut-Malereien rekonstruiert hatte. Als Ergebnis dieser Arbeiten beschreibt Wehlte die Herstellung (die Fällung) von Wismutschwamm. Dieses graue, schleimige Sediment der Ausflockung mit Hasenleim abgebunden, lässt sich mit dem Pinsel in mehreren dünnen Schichten auf einen Kreidegrund, wie er bei der Polimentvergoldung bekannt ist, auftragen und nach Trocknung polieren.